# Bernhard Ultsch
Bernhard Ultsch (Wunsiedel, 26 marzo 1898 – ...) è stato un aviatore tedesco, asso dell'aviazione della Luftstreitkräfte durante la prima guerra mondiale con 12 abbattimenti accreditati.

## Biografia
Bernhard Ultsch nacque a Wunsiedel in Baviera nell'Impero tedesco il 26 marzo 1898.
Ultsch si offrì volontario per il servizio nell'artiglieria quando iniziò la prima guerra mondiale. Durante il suo servizio, riceve la Croce di Ferro di seconda classe ed una promozione ad Unteroffizier. Passò poi all'aviazione, iniziando nella Fliegerschule 2 a Neustadt an der Weinstraße il 19 settembre 1916. Il suo primo incarico fu nella Shutzstaffel 29 per pilotare un biposto e ricevette il brevetto da pilota il 18 giugno 1917, insieme alla croce al merito militare della Baviera con le spade. Ha ottenuto le sue prime tre vittorie, il 24 e 29 luglio ed il 4 settembre. Il 9 settembre fu riassegnato alla caccia nella Jagdstaffel 39 in Italia. Ha ricevuto la Croce di Ferro di prima classe il 22 settembre. Durante l'ottobre ed il novembre 1917 ottiene altre cinque vittorie. Fu anche promosso nuovamente a VizeFeldwebel il 28 ottobre. Il 31 dicembre è stato insignito della Medaglia d'onore al valor militare dell'Impero austro-ungarico.
Nel febbraio 1918 fu trasferito di nuovo sul Fronte occidentale (1914-1918) con la Jagdstaffel 77. Ha avuto un paio di vittorie non confermate a marzo, seguite da una coppia anch'esse confermate. Il 5 maggio fu ferito in azione e rimane fuori servizio fino al 22 agosto. Tornò per due ultime vittorie nel settembre 1918. Sempre nel mese di settembre, è stato insignito della Croce al Merito Militare Bavarese di Seconda Classe con Spade.